# الألمانية الدنيا الوسطى
الألمانية الدنيا الوسطى كما تُعرف باسم الألمانية الدنيا الوسيطة (آيزو 639-3، كود "gml") هي لغة قديمة انحدرت من اللغة السكسونية القديمة، وكانت سلفَ الألمانية الدنيا الحديثة. كانت هذه اللغة هي لغة التواصل المشترك في الرابطة الهانزية على أيامها، وتحدَّثها أهل تلك المناطق في شمال أوروبا منذ عام 1100 وحتى عام 1600م.

## التاريخ
كانت الألمانية الدنيا الوسيطة هي لغة التواصل المشترك في الرابطة الهانزية لقرون، حيث تحدثها الناس آنذاك في مختلف المناطق المحيطة ببحري البلطيق والشمال. وقد بدأت في فترة من الفترات حركة لوضع قواعد محددة لنظام كتابة للغة بناءً على لغة لوبيك، لكن على الرُّغم من ذلك فإن الألمانية الدنيا الوسيطة لم تدوَّن على الإطلاق.
يُمكن رؤية أهمية الألمانية الدنيا الوسيطة في العديد من الألفاظ الدخيلة المقتبسة منها الموجودة في اللغات الإسكندنافية والفينيَّة والبطليقية، فضلاً عن الألمانية الفصحى والإنكليزية.
في أواخر العصور الوسطى بدأت الألمانية الدنيا الوسيطة تفقد مجدها، الذي انتقل إلى الألمانية العليا الجديدة المبكرة (التي نشأت عندما استخدمها الكتاب والمدونون كلغة كتابة، ثم تحوَّلت لاحقاً إلى لغة للكلام). ومن أسباب تدهور اللغة هذا تدهور الرابطة الهانزية بدورها، الذي تبعه استيلاء ممالك أجنبية على شمال ألمانيا وهيمنة جنوب ووسط ألمانيا عليه ثقافياً خلال حقبة الإصلاح البروتستانتي.

## وصلات خارجية
- قواعد الألمانية الدنيا الوسطى (1914) (بالألمانية)

- تأثير الألمانية الدنيا الوسيطة على اللغات الإسكندافية.